# Nancy Drew Dossier: Lights, Camera, Curses
Nancy Drew Dossier: Lights, Camera, Curses! es la primera entrega de la serie de juegos de aventuras de Nancy Drew de Her Interactive. El juego está disponible para jugar en plataformas Microsoft Windows. Tiene una clasificación ESRB de E por momentos de violencia leve y referencias al tabaco. Los jugadores asumen la perspectiva en primera persona de la detective amateur ficticia Nancy Drew y deben resolver el misterio interrogando a los sospechosos, resolviendo acertijos y descubriendo pistas.

## Trama
Nancy Drew está en el set de una nueva versión controvertida de la famosa película de los años 30 «¡Faraón!». La película original se estrenó con un final alternativo debido a la muerte prematura de Lois Manson, la estrella de la película, y se convirtió en un éxito de taquilla. Ahora, Nancy Drew está de incógnito en el set para llegar al fondo de unas filtraciones de prensa sospechosas y unos accidentes extraños que ponen en peligro el cronograma de producción.

## Desarrollo

### Personajes
- Molly McKenna - Molly McKenna es la productora estricta de «¡Faraón!». Es una mujer moderna, capaz de hacer varias cosas a la vez y con alta tecnología, a quien le gusta hacerles creer a los demás que tiene el control total.
- Arthur Hitchens - Arthur Hitchens es el financista de «¡Faraón!» y planea lanzar esta película épica junto con la versión original del director y un nuevo parque temático.
- Eda Brooks - Eda Brooks es una actriz prometedora que podría convertirse en una megaestrella si logra su primer papel protagónico. Eda tiene mucho talento y sería una Nefertiti impresionante.
- Jorge Jackson - Jorge Jackson es el director más nuevo, más llamativo y de mayor éxito de taquilla. A nadie parece gustarle su visión de la película y él se siente poco apreciado.

### Elenco
- Nancy Drew - Lani Minella